# Judsonia
Judsonia – miasto w Stanach Zjednoczonych, w stanie Arkansas, w hrabstwie White.